# PGC 59908
LEDA/PGC 59908, auch UGC 10791, ist eine leuchtschwache Spiralgalaxie im Sternbild Drache am Nordsternhimmel. Sie ist schätzungsweise 68 Millionen Lichtjahre von der Milchstraße entfernt und hat einen Durchmesser von etwa 75.000 Lichtjahren. Vom Sonnensystem aus entfernt sich das Objekt mit einer errechneten Radialgeschwindigkeit von näherungsweise 1.300 Kilometern pro Sekunde.

## Galaktisches Umfeld
| Nr. | Galaxie                 | Alternativname            | Rek           | Dek           | Distanz/asec |
| --- | ----------------------- | ------------------------- | ------------- | ------------- | ------------ |
| →   | LEDA/PGC 59908          | UGC 10791                 | 17h14m38.705s | +72d23m55.03s | 0            |
| 1   | LEDA/PGC 2749002        | 2MASX J17131740+7220156   | 17h13m17.410s | +72d20m15.30s | 429.53       |
| 2   | LEDA/PGC 59847          | 2MASX J17125019+7224133   | 17h12m50.149s | +72d24m13.27s | 492.41       |
| 3   | LEDA/PGC 2748918        | 2MASX J17130336+7219285   | 17h13m03.33s  | +72d19m28.5s  | 509.21       |
| 4   | LEDA/PGC 59839          | 2MASX J17125374+7228314   | 17h12m53.634s | +72d28m31.12s | 549.90       |
| 5   | LEDA/PGC 2749180        | 2MASX J17164806+7222132   | 17h16m48.209s | +72d22m12.78s | 596.74       |
| 6   | LEDA/PGC 2748953        | 2MASX J17123410+7219483   | 17h12m34.192s | +72d19m48.74s | 617.09       |
| 7   | 2MASX J17124704+7231202 | WISEA J171247.05+723120.0 | 17h12m47.07s  | +72d31m20.1s  | 672.97       |
| 8   | LEDA/PGC 2750372        | 2MASX J17131350+7234406   | 17h13m13.546s | +72d34m40.85s | 751.73       |
| 9   | LEDA/PGC 2748308        | 2MASX J17125921+7213294   | 17h12m59.170s | +72d13m29.61s | 773.27       |
| 10  | LEDA/PGC 2748107        | 2MASX J17154181+7211352   | 17h15m41.842s | +72d11m35.18s | 794.06       |
| 11  | 2MASX J17113906+7225063 | NSA 147792                | 17h11m38.630s | +72d25m05.50s | 817.45       |
| 12  | IC 1254                 | LEDA/PGC 59783            | 17h11m33.41s  | +72d24m07.2s  | 840.71       |
| 13  | LEDA/PGC 2750752        | 2MASX J17133551+7238417   | 17h13m35.561s | +72d38m41.82s | 931.30       |
| 14  | LEDA/PGC 2750584        | 2MASX J17124078+7236562   | 17h12m40.699s | +72d36m55.82s | 946.59       |
| 15  | LEDA/PGC 2750394        | NSA 147798                | 17h11m57.138s | +72d34m55.10s | 983.92       |